# Arrondissement ecclésiastique unitarien de Mureș
L'Arrondissement ecclésiastique unitarien de Mureș (en hongrois : Marosi Unitárius Egyházkör) est une circonscription territoriale de l'Église unitarienne hongroise (Magyar Unitárius Egyház) et compte en son sein les 21 communes ecclésiastiques unitariennes du Județ de Mureș.